# Pochebach
Der Pochebach, auch die Poche genannt, ist ein rechtsseitiger Zufluss der mittleren Mandau mit einer Länge von ca. 7 km in der Gemeinde Großschönau des ostsächsischen Landkreises Görlitz.

## Beschreibung
Der Bach entsteht an den Friedrichssteinen in der Jonsdorfer Felsenstadt im Zittauer Gebirge aus mehreren Quellbächen, die im Mönchsloch bei den Nonnenfelsen zusammenfließen. Nachfolgend wird der Pochebach im Gondelteich gestaut und fließt östlich des Buchberges durch Neu-Jonsdorf.
Sein weiterer Lauf führt westlich des Pocheberges (465 m ü. NN) und der Taubenstallberge (422 m ü. NN) naturbelassen durch Feuchtwiesen und Flachmoore am Gasthaus Jägerwäldchen und den beiden Pocheteichen vorbei nach Großschönau, wo die Bahnstrecke Mittelherwigsdorf–Varnsdorf–Eibau das Tal auf dem 97 m langen Pochebachviadukt überquert. In Großschönau standen früher am Pochebach zwei Fabriken und der Gasthof Stern an der Straße nach Zittau, letzterer und die dahinter liegenden ehemalige Glasseidenweberei wurden 2010 abgerissen.

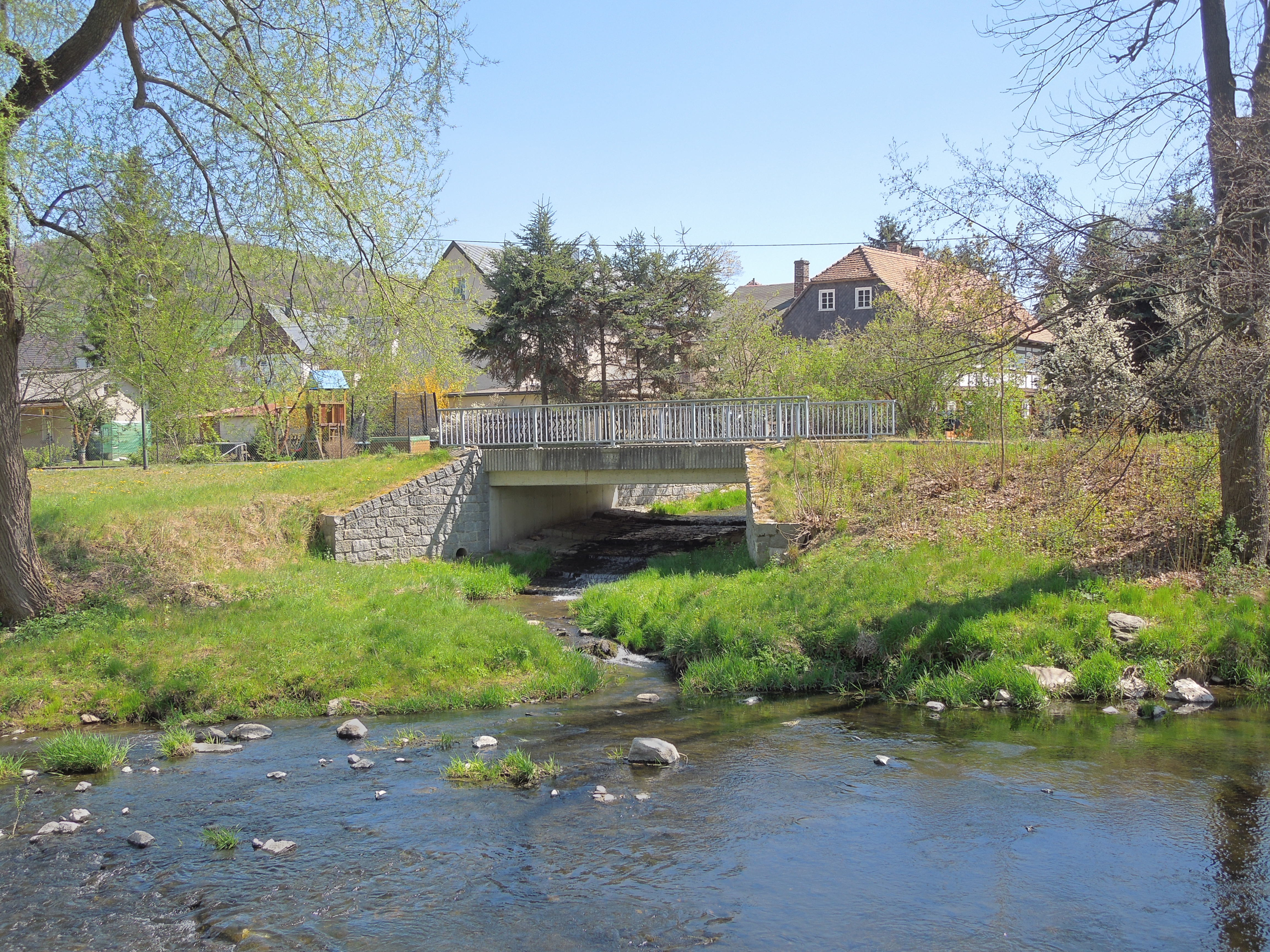
Mündung in die Mandau

Kurz vor der Mündung führt die Kreisstraße 8655 nach Hainewalde auf einer denkmalgeschützten Bruchsteinbrücke mit Holzstützen über den Pochebach. Der Bach mündet gegenüber dem Hofeberg in Großschönau – nahe der Ortsgrenze zu Hainewalde – in die Mandau.

## Mühlen und Fabriken
Der Name des Baches leitet sich wahrscheinlich von einem Pochwerk her, an dessen Stelle im 16. Jahrhundert die Bertsdorfer Brettmühle angelegt wurde. Die am Fuß des Pocheberges bei der Einmündung des Hirschbörnelwassers gelegene Mühle bestand mindestens bis 1795.
Bei Großschönau wurde 1828 die Pochemühle mit zwei Mahlgängen errichtet. Der Mahlbetrieb war von kurzer Dauer, in den 1850er Jahren wurde sie zur Weberei umgebaut. Später wurden Glasfasererzeugnisse hergestellt. Im Jahre 2010 erfolgte der Abriss der Glasseidenfabrik.
1856 gründete der Großschönauer Unternehmer Christian Friedrich Fabian in den weit abgelegenen Wiesen an der Poche östlich des Goldfabianteiches die erste Großschönauer Fabrik. In der zweieinhalb Kilometer südlich der ehemaligen Pochemühle gelegenen Pochefabrik, später Alte Fabianfabrik genannt, ging 1857 der erste mechanische Webstuhl in Großschönau in Betrieb. 1862 ließ Fabian am Jägerwäldchen für eine geregelte Wasserzufuhr für die Kraftanlagen seiner Fabrik am Saalborn den Pocheteich vergrößern. Die Ruine der Pochefabrik wurde in den 2000er Jahren abgebrochen.

## Hochwasser
Am 7. August 2010 führten Starkniederschläge in Großschönau zur Überflutung von Gebäuden und Grundstücken am Pochebach, eine Scheune stürzte ein.